# Kathryn Prescott
Pour l’article homonyme, voir Prescott.
Kathryn Prescott est une actrice anglaise née le 4 juin 1991 à Southgate, Londres (Angleterre), surtout connue pour son rôle d'Emily Fitch dans la série télévisée britannique dramatique Skins.

## Biographie

### Carrière
Kathryn Prescott commence sa carrière en juillet 2008 avec le rôle de Amy Wilcox dans Doctors, où sa sœur Megan joue Charlotte Wilcox.
De 2009 à 2010, elle joue Emily Fitch dans la série télévisée Skins lors de la « deuxième génération » (saisons 3 et 4), où une fois de plus, sa sœur tient un rôle à ses côtés, Katie Fitch. Elle reprend son rôle lors de la septième et dernière saison, sans sa sœur.
En 2014, elle obtient le rôle principal de la série télévisée Finding Carter.

### Vie personnelle
Kathryn Prescott a révélé ne pas vouloir mettre d'étiquette elle-même en ce qui concerne sa sexualité, à la suite de rumeurs dues à l'homosexualité de son personnage dans la série Skins.
Elle a une sœur jumelle, Megan, également actrice et qui a joué plusieurs fois avec elle. 
En septembre 2021, elle se fait renverser par un camion a New-York. Elle échappe de peu a la mort, mais subit une très longue rééducation. 

## Filmographie

### Cinéma
- 2011 : Lethal : Michelle
- 2011 : Counting Backwards[réf. nécessaire] : Kelly
- 2012 : Triptych : Kate
- 2015 : The Hive : Katie
- 2017 : To the Bone de Marti Noxon : Anna
- 2017 : Fun Mom Dinner d'Alethea Jones
- 2018 : Les Potes (Dude) d'Olivia Milch : Chloe
- 2019 : Polaroid de Lars Klevberg : Bird Fitcher
- 2019 : Mes autres vies de chien (A Dog's Journey) de Gail Mancuso : CJ

### Télévision
- 2008 : Doctors : Amy Wilcox
- 2009–2010, 2013 : Skins : Emily Fitch (saisons 3, 4 et 7)
- 2010 : Goth : Katie (pilote)
- 2011 : Monroe : Jennifer
- 2011 : Lee Nelson's Well Good Show : Fille enceinte
- 2012 : Casualty : Ruby
- 2012 : Bedlam (en) : Cass
- 2014 : Reign : Penelope
- 2014-2015 : Finding Carter : Carter Stevens
- 2015 : The Dovekeepers : Aziza
- 2017 : 24: Legacy : Amira Dudayev
- 2017 : The Son : Dirty Hair
- 2019-2020 : Tell Me a Story : Susie
- 2022 : New Amsterdam (série télévisée, 2018) : Vanessa Bloom, la sœur du médecin Lauren Bloom